# 尹美香
尹 美香（ユン・ミヒャン、朝鮮語: 윤미향、英語: Yoon Mee-hyang  または Yoon Mi-hyang、1964年10月23日または1965年2月10日 - ）は、大韓民国の政治家、活動家。元最大野党「共に民主党」所属で、元慰安婦からの不正告発後は無所属議員。市民団体『日本軍性奴隷制問題解決のための正義記憶連帯（略・正義連、旧・挺対協）』前代表。

## 経歴
慶尚南道南海郡生まれ。韓神大学校卒業後、梨花女子大学校大学院でキリスト教学科修了、同大学の社会福祉大学院で修士号を取得。1990年より韓国キリスト教長老会幹事、1991年より女信徒会全国連合会幹事。1992年、日本軍慰安婦を支援する韓国挺身隊問題対策協議会（挺対協）発足時に幹事として参加。
2008年から2020年まで、挺対協と後の正義連でそれぞれ常任代表と理事長などを歴任。
2020年4月15日に投開票された第21代総選挙で、革新系与党の比例政党である「共に市民党」から名簿順位7位で擁立され比例代表で当選。同年5月13日「共に市民党」は「共に民主党」に吸収され、与党である「共に民主党」の国会議員となる。
2021年、「不当な正義連関連施設の不動産売買」「経費の不正利用」「横領」「夫の北朝鮮スパイ説」など11の不正発覚後に共に民主党から除名された（詳細は「疑惑」）。
その後、党執行部が復党決定をするも所属議員らの反対によって覆され復党することはなく、無所属で活動している。慰安婦団体における不正により韓国で強い批判が起きており、共に民主党の発議で国会議員職の追放が推進されていたが、4年の議員任期を終えて退任した。

## 慰安婦関連行動と批判
ソウルの日本大使館前で毎週水曜日に日本に対する慰安婦問題の抗議活動（水曜デモ）を主催していた。
「20年間の水曜日」（東方出版）を著すが、東京基督教大の西岡力教授は、この書籍中の「元慰安婦女性の証言」には裏付ける資料が示されておらず、慰安婦本人からの確認すらない虚偽の内容と批判している。
1997年1月に元慰安婦とされる7人が日本政府によるアジア女性基金を受領した事実が明らかになると「ごく少数のおばあさんの行動は他の多くのおばあさんにさらに屈辱的だ」とした。挺対協は彼女らを裏切り者認定し、元慰安婦から除外、他の慰安婦からは基金を受けとらないとする念書を取ろうとした。他の元慰安婦54人はそれを恐れ、基金を非公開で受理した。7人のうちソク・ボクスン（2005年死亡）は「私たちは年を取ってどんどん死んでいく。どこからであれ、くれるお金を受け取って使って死にたい。多数（の慰安婦）がこうだ…。おばあさんたちの要求は無理でもなく、そこで今度はまた挺対協で（アジア女性基金を）与えるなと日本に噂を言いふらしたんだ」「何であれ何千万ウォンもくれるなら、そのままおばあさんたちがもらえるよう放っておけばいいのに…おばあさんたちはみんな死にかかっているじゃないか。ところが募金を受け取るな、それを受け取れば汚い金だ、売女だ、こうした耳障りなことばかり言う」と証言していた。
2012年に渡米し、国連人権理事会で米国など各国代表が日本軍慰安婦問題を提起することを要求する要請書を米国大使館側に手渡した。
2016年、慰安婦問題日韓合意により設立された和解・癒やし財団が元慰安婦に対して償い金の支給活動を始めた際には、アジア女性基金の時のように元慰安婦を集めて受け取りを拒否するように再び迫った。元慰安婦らの一部はこれを恐れ、支援団体管理下に居ながら隠れて受給することを、信頼できる元慰安婦に明かした。
2020年3月に尹美香はソウル市の支援金を挺対協とその後身で事実上同一団体である正義記憶連帯の両団体の代表として重複申請し、審議過程で摘発された。市の審議委員会は「同一団体が支援金を重複受領するために不正な方法を用いた」との結論を下した。アジア太平洋戦争犠牲者韓国遺族会メンバーの一人は、挺対協は元慰安婦などの被害者を常に利用してきたこと、韓国政治も挺対協の活動を優遇し、被害者そのものへの対応を後回しにしてきたこと、アジア女性基金を潰し、和解・癒やし財団を解散に追い込むなど常に慰安婦問題の解決への道を妨げてきたと批判している。
2020年5月7日「自分は挺対協に利用された」「義援金が被害者に使われたことはない」「28年間にわたり続けてきた水曜集会（旧日本軍慰安婦問題の解決を求めて毎週水曜に開かれる定期デモ）に、これ以上参加しない」と主張した李容洙と関連して、所属する「共に市民党」のウ・ヒジョン代表は8日、「当党が把握したことによると、李さんの周辺にいらっしゃる方によって少し記憶が歪曲されたようだ」と話した。同日、尹美香は自身のFacebookに「1992年に申告電話をかけてきた時、私はオフィスで電話を受け、蚊の音ほどの声で震えながら、『私は被害者ではなく、私の友達が…』と話し出した当時の状況を昨日のことのように覚えている」と書いた。
2020年5月9日、韓国の50以上の慰安婦関連団体は「少数の慰安婦を懐柔して反日に利用した」「反米運動の先鋒を務めながら、娘を米国に留学させた」「夫が軍事機密提供の見返りに在日親北朝鮮団体から工作金を受け取った」「夫が運営するネットメディアに挺対協が広告を掲載していた」として、尹の当選辞退を要求する声明を出した。デタラメな証言集を売っていたこと、慰安婦らの反対にもかかわらず対米アピールのために「慰安婦を性奴隷だ」と主張していたこと、寄付金の5%未満しか慰安婦らに渡していなかったこと、韓国政府から支給された補助金である2017年の8500万ウォンと2018年の3億ウォンが会計帳簿で当該年度の補助金収入0ウォンにされているという組織会計がデタラメかつ不正だらけなこと、さらに慰安婦のためとして、寄付金を個人口座で集めていたことなど大々的な横領なども発覚し、30年以上も慰安婦らを騙して利用してきたことから良心がないと批判された。一方で、2020年5月14日、姜昌一、金相姫、南仁順、洪翼杓ら、「共に民主党」議員16人が「李容洙さんの記者会見を口実に、親日、反人権、反平和勢力が歴史の真実を正そうとする運動をおとしめる攻勢にすぎない」と尹美香を公開支持する声明書を発表した。
2020年5月19日、大邱市内に滞在中の李容洙のもとを尹美香が関係者と共に突然訪問し、許しを請いたいとひざまずいて謝罪したが、李容洙は「何の許しを請うているのかわからない」と答え、一部マスコミが和解したとの報道に対して「許したことはない」と一蹴した。
2020年12月11日、韓国内において新型コロナウィルス感染が拡大する中、かつて正義連管理の施設で暮らしていた元慰安婦の吉元玉の誕生日を祝う名目で、本人不在の知人と催した飲酒パーティの写真をSNS上にアップロードし、世論の批判が高まると当該書き込みを削除し謝罪した。
2023年3月8日、正義連が主催する水曜集会に3年ぶりに参加し、「寒い冬の日に（被害者の）ハルモニ（おばあさん）たちがこの通りで要求したのは、お金でなく謝罪と賠償だ。」と強調した。集会終了後、尹美香は報道陣に対し「この事件があり、3年ぶりに集会参加となった。本当は毎週出てくるべきだった。」と答え、活動を続けてきた人物に謝罪した上で、横領罪については「控訴審で争う」とのみ答えた。

## 朝鮮総連や在日本親北派との関係・韓国派からの親北批判
尹美香は元々親北姿勢が指摘されている。そして、2023年9月1日には尹美香議員(元共に民主党。現無所属)が在日本大韓民国民団と韓国政府主催の集会である「第100周年    韓国人殉難者追念式」は欠席し、「南側代表団」の資格で朝鮮総連ら主催の墨田区の都立横網町公園での集会「関東大津在朝鮮人虐殺100年東京同胞追悼会（北朝鮮式表記の関東大震災犠牲者追悼式典)」にのみ参加した。この朝鮮総連ら主催の集会では、許宗萬朝鮮総連議長、朴久好朝鮮総連第1部議長など総連指導部が多数参加した。そして、朝鮮総連東京本部委員長は、この集会にて韓国政府を「南朝鮮傀儡徒党」と呼んだ。この総連集会側の「関東虐殺100周期追悼事業推進委員)」も式典内に、「韓日軍事協力と韓米日軍事同盟に拍車をかけ、周辺国との敵対を強要している」と主張し、韓米日政府と彼ら三国協力強化を非難した。この集会は、宮川泰彦実行委員長(日朝協会東京都連合会会長)ら民間実行委員会と朝鮮総連(在日本朝鮮人総連合会)が主催しており、彼ら主催者や集会支持者は彼らの「朝鮮労働党日本支部の行事」に文を送らない小池百合子都知事を批判している。
民団(在日本大韓民国民団)は、朝鮮総連派が主催の「関東大震災犠牲者追悼式典」にのみ参加した尹美香に対して、総連は北朝鮮核ミサイル開発政策に盲従する朝鮮労働党日本支部であることは周知の事実である上に、総連側による韓国政府への「南朝鮮傀儡徒党」との誹謗を尹美香が黙認したことを批判し、「北に従属する総連の行事に出席した行動は厳しく問われなければならない。韓国当局が反国家的勢力とのつながりを徹底的に調査するよう求める」と議員辞職を求める声明を出した。民団団長は朝鮮総連幹部らは北朝鮮教育を受けてきた確信犯であり、「金正恩の革命闘士」 であることと指摘し「韓国国民が選んだ大韓民国の代表が朝鮮労働党日本支部の行事に行くことは、国民に対する裏切りではありませんか」「あの人（尹議員）の現住所がどこなのか聞きたい」と批判した。
韓国与党「国民の力」も国会開催の最高委員会議で「北の金正恩を追従する集団の行事に出席した尹議員は、国会議員職はもちろん、大韓民国の国民の資格さえもない」「朝鮮労働党幹部にふさわしい人物」「大韓民国に対する最小限の愛国心と北の政権に対する最小限の警戒心があったとすれば『従北先鋒隊』が主催する行事に行ってはならず、1分も1秒も座ってはいけないのが当然だった」と批判した。と指摘し、韓国国会議員辞職を求める方針を示した。朝鮮日報は社説で「(慰安婦から)利用されただけだった」と暴露されたことで「共に民主党」は離党という懲戒処分のふりだけにし、比例代表である議員職にとどまれるように手助けした。裁判所は既に、罰金1500万ウォン（約170万円）を言い渡したことにも触れ、尹美香と共に民主党を国益に害していることを批判した。
日本における朝鮮総連主催行事に韓国政府に無許可で参加するだけでなく、韓国における「反国家団体」朝鮮総連の教育機関である朝鮮学校の無償化要求デモにも参加してきた。更には、尹美香議員が主導してきた韓国挺身隊問題対策協議会（挺対協）時代も、退任後の後継団体「正義連」でも、「慰安婦問題に対する共同対応」を名目に北朝鮮関連団体と協力してきた。尹美香議員は2002年に挺対協の事務総長、2008年に挺対協の常任代表として訪朝したり、北朝鮮側の行事に出席してきた。挺対協トップとして、金正日総書記死亡時の2011年に追悼弔電を送っていた。日本で朝鮮総連の教育施設「朝鮮学校」を支援しており、朝鮮総連などとの頻繁接触が問題となってきた。

## 疑惑・法的処罰
李容洙からの批判と、その後の韓国メディアによる追跡調査で数々の疑惑が持ち上がっている。
- 国庫補助金の公示漏れ
- 寄付金の私的利用や不透明な会計
- 娘の米国大学への留学と費用の出処
- 夫が運営するネットメディアに正義連の広告が多数掲載
- 元慰安婦向け休養施設をめぐる不適切な使用と不当な売買契約
- 自宅マンションを購入する際の資金の出処
- 従北政権と北朝鮮の代理人として、反日プロパガンダで韓日分断工作

2020年8月13日、正義連の不正会計疑惑などについて捜査しているソウル西部地検は、5月に捜査に着手して以降初めて、尹美香を検察に出頭させて本人に対する取り調べを行った。一部の保守系韓国メディアは、正義連に対する捜査が遅々として進んでおらず、与党関係者の不祥事について、政府が事実上握りつぶそうとしているのではないかとの指摘もある。
2020年9月14日、ソウル西部地検は詐欺・準詐欺・業務上横領などの6つの容疑で尹を在宅起訴した。尹は嫌疑が晴れるまで全ての党職を辞退するとし、所属する共に民主党は15日、尹の党職を停止した。
2021年6月8日、公共機関職員らの土地不正取引疑惑に端を発した政府の調査で、尹も同様の不正に関与していた疑惑が判明し、党から離党勧告を受ける。離党勧告を受けた他の議員らとともに捜査機関の調べを受けることになった。6月22日、比例代表選出の議員が自ら離党すれば議員失職となるため、共に民主党は尹の国会議員職を守るために「党として除名処分」することで救助処置をした。
2023年2月10日、ソウル西部地裁は一部の横領を認定した一方、証拠不足を理由にその他の起訴内容を認定せず、尹に罰金1500万ウォン（求刑・懲役5年）の判決を言い渡した。国会議員は禁錮以上の刑が確定すれば失職するが罰金刑では失職とはならない。同年9月20日、控訴審でソウル高裁は懲役1年6月、執行猶予3年を言い渡した。横領の認定額が一審より8000万ウォンに増え、慰安婦被害者への香典を関係のない用途に使用した罪、人件費を偽り女性家族部などから数千万ウォンの国庫補助金を詐取した罪など、一審で無罪と判断されていた罪が有罪と認められた。2024年11月14日、大法院は二審判決を支持し、検察と尹の上告をいずれも棄却した。これにより、懲役1年6カ月、執行猶予3年とした二審判決が確定した。
2025年8月11日、政府は15日の光復節に合わせ、尹や曺国元法相ら83万6687人を15日付で特別赦免（恩赦）すると発表した。

## 夫・親族
1993年に夫金三石（キム・サムソク）とその妹金銀周（キム・ウンジュ）がスパイ事件で摘発され有罪となった（兄妹スパイ団事件）。韓国の治安当局は、尹美香の近親者が北朝鮮のスパイである事と、挺対協の活動との関連に注目し、動静を注視しているという。2020年5月に、李容洙は「尹美香に、刑務所にいる夫の嘆願書を書いてくれと言われた」と告発した。尹美香らは韓国世論や裁判所の同情を得やすくするために、スパイ罪をよく分かっていなかった慰安婦らに嘆願書の提出、刑務所訪問や慰労に慰安婦を利用していたことが発覚した。尹は慰安婦問題での北朝鮮との共闘を主張し、尹夫妻が脱北者を北朝鮮に戻るよう懐柔したとの報道もあり、慰安婦不正に関する北朝鮮メディアによる尹への過剰な擁護を受けて、尹や正義連の「親北疑惑」を裏付けられたと指摘かれている。疑惑の一つである「元慰安婦のための保養施設」の売買の仲介したのが親北派の元活動家で国会議員の李圭閔であった。